# Clenia
Clenia (Klenje in sloveno, Clenie in friulano) è una frazione del comune di San Pietro al Natisone. 
È situato a 179 metri s.l.m. nella parte orientale della Regione Autonoma Friuli-Venezia Giulia e precisamente nelle Valli del Natisone, sulle sponde del fiume Alberone (Aborna), ultimo paese nella vallata omonima.
Attualmente è abitato da circa 150 persone e la sua posizione "comoda" (si trova a fondovalle a soli 8 km dalla città di Cividale del Friuli), fa sì che sia uno dei paesi delle Valli del Natisone con un'evoluzione demografica non negativa.
È adiacente alla piccola frazione di Correda, che è spesso considerata come un suo sobborgo.
L'origine del nome si può far risalire al vocabolo del dialetto sloveno locale, Klin (= acero campestre, in dialetto sloveno) che in lingua slovena è klen. Klenje allora significa località dove cresce l'acero.
Un'antica leggenda locale vuole l'origine del nome dalla frase "Kle ne je" (Qui non c'è) riferita alla ricerca di un tesoro.
I cognomi più diffusi a Clenia sono Corredig, Marinig e Iussig.